# Liste des vicomtes de Soule

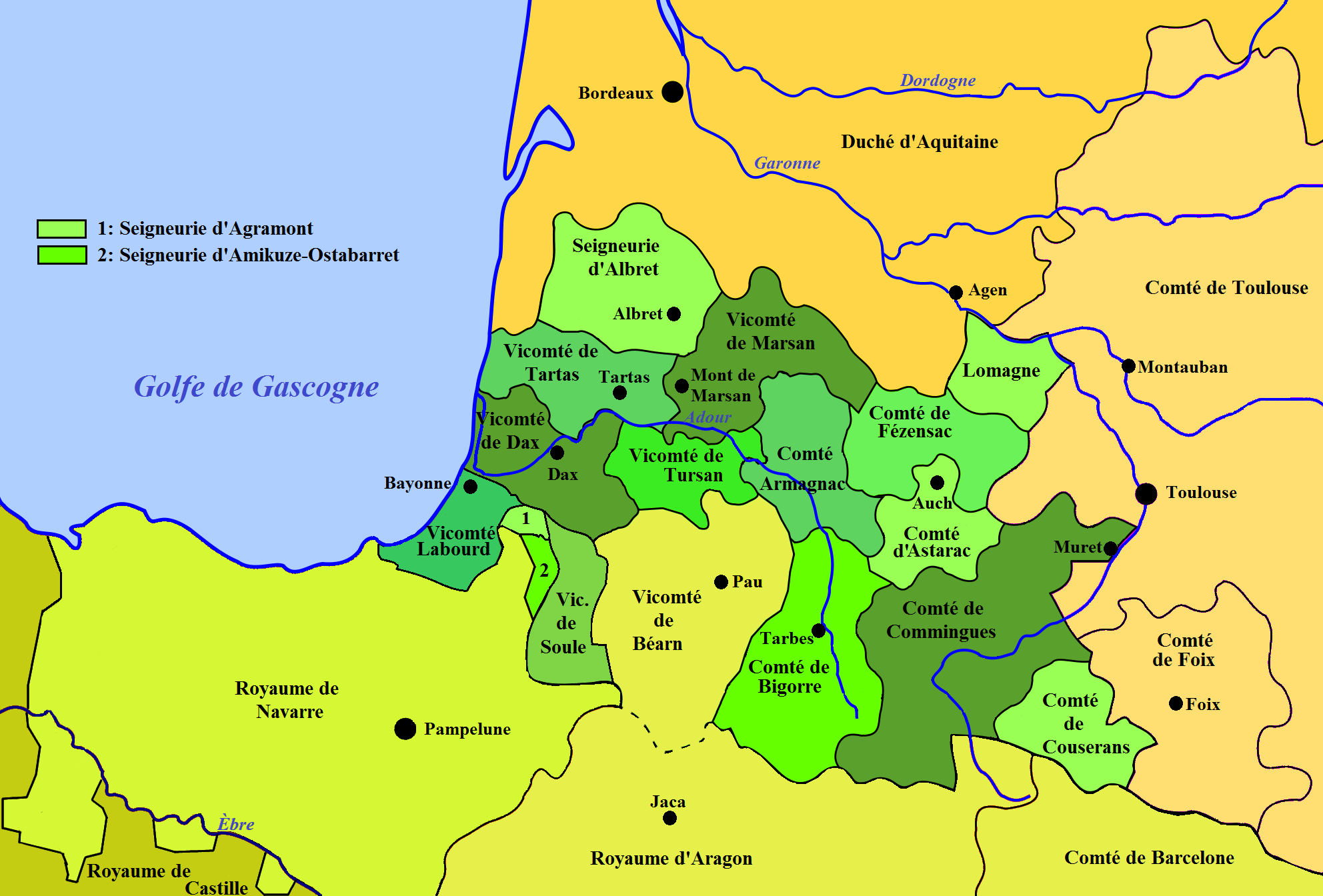
Situation de la vicomté de Soule dans le duché de Vasconie.

## Famille de Mauléon
- 1023-1040 Guillaume I Fort, 1er vicomte
- 1040-1083 Raimond-Guillaume Ier Salamace, 2e vicomte, fils du précédent
- 1083-1085 Guillaume-Raimond, 3e vicomte, fils du précédent
- 1085-1130 Gassion, 4e vicomte, fils du précédent
- 1130-1150 Auger Ier, 5e vicomte, fils du précédent
- 1150-1170 Navarre, 6e vicomtesse, fille du précédent, et son époux Auger II
- 1170-1178 Guillaume II, 7e vicomte, oncle de la précédente
- 1178-1200 Raimond-Guillaume II, 8e vicomte, cousin de Navarre
- 1200-12?? Raimond-Guillaume III, 9e vicomte, fils du précédent
- 12??-1237 Raimond-Guillaume IV, 10e vicomte, fils du précédent
- 1237-1257 Raimond-Guillaume V, 11e vicomte, fils du précédent
- 1257-1307 Auger III, 12e vicomte, fils du précédent

En 1307 Auger II est déposé par le roi d'Angleterre duc d'Aquitaine et se retire en Navarre.

En 1449, la Soule est reconquise sur les "Anglais" par le roi de France.